# Ermida Beato João Baptista Machado
A Ermida Beato João Baptista Machado é uma ermida açoriana localizada na freguesia de Ribeirinha, no concelho de Angra do Heroísmo.
A ermida foi fundada pela vontade do povo da Ribeirinha e do padre António de Ornelas Simões, que foi o autor da sua planta.
A bênção da primeira pedra desta ermida aconteceu no dia 2 de Julho de 1967, na presença de várias autoridades civis, militares e eclesiásticas.
A cerimónia foi presidida pelo Patriarcado das Índias Orientais, D. José Vieira Alvernaz, foi aberta ao culto no dia 22 de Maio de 1970, e dedicada à consagração do Mártir Terceirense, Beato João Baptista Machado, pelo mesmo Patriarca das Índias.

## Referência
- Junta de Freguesia da Ribeirinha.